# Pałac w Obiszowie
Pałac w Obiszowie – wybudowany na początku XX w. w Obiszowie.

## Położenie
Pałac położony jest we wsi  w Polsce, w województwie dolnośląskim, w powiecie polkowickim, w gminie Grębocice.

## Historia
Eklektyczny pałac stoi na skraju Rezerwatu Przyrody Uroczysko Obiszów. Prawdopodobnie powstał na miejscu starszej rezydencji. Przed laty majątek należał do rodu von Haugwitz i pełnił funkcję siedziby zarządców dóbr królewskich. Pałac został zbudowany na rzucie prostokąta. Jest dwukondygnacyjny, murowany z cegły na zaprawie wapiennej i otynkowany; o powierzchni 1200 m kw. z  10 pokojami. Od strony parku ma taras, a od strony podjazdu ganek. Okna pałacu osadzono w dekoracyjnych obramowaniach. Rezydencję w Obiszowie kupił prywatny inwestor w przetargu ANR. Obiekt jest częścią zespołu pałacowego, w skład którego wchodzi jeszcze park z pierwszej połowy XIX w., o zatartym obecnie układzie, w którym rośnie kilka okazałych drzew: dąb szypułkowy o obwodzie 505 cm, jesiony wyniosłe (480 cm i 291 cm) oraz trzy wiązy szypułkowe.